# ニューポート (ケンタッキー州)

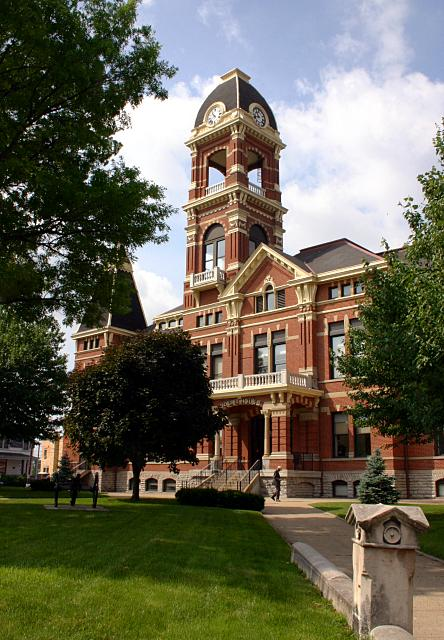
キャンベル郡庁舎

ニューポート（英: Newport）は、アメリカ合衆国ケンタッキー州北中部キャンベル郡にある第3等級都市である。オハイオ川にリッキング川が合流する点に位置している。2010年国勢調査での人口は15,273 人であり、州内第26位である。歴史を見ると、キャンベル郡に4つあった郡庁所在地の1つである。ニューポート市はオハイオ州シンシナティ市の郊外にあり、シンシナティ・北ケンタッキー大都市圏に属している。この大都市圏の人口は200万人を超えている。

## 歴史
ニューポートは、ジェイムズ・テイラー・ジュニアの父、ジェイムズ・シニアが、ジョージ・ミューズの払い受け地を購入した土地であり、ジェイムズ・ジュニアが1791年頃に入植した。町の名は川沿いのこの場所には関わりなく、1607年にバージニア植民地のジェームズタウンに到着した最初の船の船長クリストファー・ニューポートから名付けられた。ニューポートは町として1795年12月14日に設立され、1834年2月24日には市として法人化された。1803年、シンシナティの軍事基地ワシントン砦がニューポートに移転され、ニューポート・バラックとなった。ニューポートとコビントンを結ぶ最初の橋が1853年に架けられ、オハイオ川を渡ってシンシナティに通じる最初の橋、ジョン・A・ローブリング吊り橋は1866年に開通した。1880年代から1890年代にはドイツ系移民が大勢入って来た。
1900年時点で、ニューポートは州内第3位の都市であり、これより大きな都市と言えば、コビントン市とルイビル市だった。ただし、ニューポートとコビントン両市はシンシナティの衛星都市と見なされていた。
ニューポートはかつて、モンマス通りに巨大なカジノがあったために、「罪の都市」と言われたことがあった。モンマス通りには多くの男性用店舗、しゃれたレストラン、アイスクリーム・パーラーもあった。違法行為に関する捜査が入ってカジノは無くなり、成人ののぞき見ショーやストリップクラブに変わった。モンマス通りでの駐車が難しくなると、多くの古い企業が消えていき、ニューポート南西の丘陵に新しい商業地区が開かれた。
1981年、ジョン通り938のガレージで製造されていた違法な花火が突然爆発し、半径6ブロックの範囲に大きな損失が出た。
1980年代と1990年代、過去の「罪の都市」観光ではなく、「家族向けの」観光に重点をおき、リバーフロントと中核部の開発計画を立てた。1999年5月4,000万ドルを掛けたニューポート水族館がオープンし、歴史あるポージー・フラッツのアパートは解体されて、翌年オープンした娯楽施設ニューポート・オン・ザ・レビーとなった。
1997年、高さ1,015フィート (309 m) の「千年紀タワー」の構想が公表された。このタワーの主たるセールスポイントは、納税者の金ではなく、民間資金で建設されるということだった。タワーの完成は2003年が予定されたが、後に投資家が資金を引き揚げ、建設は行われなかった。今日、その予定地は「世界平和の鐘」に隣接する駐車場となっている。
今日のニューポート市は、急成長する北ケンタッキー地域の中で、娯楽の町となっており、一方隣接するベルビューやコビントンは事業の中心となっている。

### 郡庁所在地
ニューポート市は1797年から1823年までキャンベル郡の郡庁所在地であり、1824年から1840年にも復活した。19世紀、圧倒的多数の人々がニューポート市と周辺都市に住んでいた。キャンベル郡南部は未開発のままだったので、郡の仕事を行うために、多くの市民は南のアレクサンドリアに行くことを好まなかった。
1883年、ニューポート市は州議会に働きかけ、州法への例外を作ることに成功した。州法では、郡庁所在地は郡の中央にあること、特定の郡の業務は郡庁所在地でのみ行われることを規定していた。州都フランクフォートの議会は特別法を発行し、ニューポート郡庁舎地区を形成し、その地区内では、ニューポート郡庁舎委員会が特別課税地区として機能し、よって別の郡庁舎を建設でき、郡の業務はアレクサンドリアに加えてニューポートでも行えるようにした。2008年、ケンタッキー州議会は郡庁舎委員会から課税権限を取り上げたが、地区と委員会はそのまま残している。

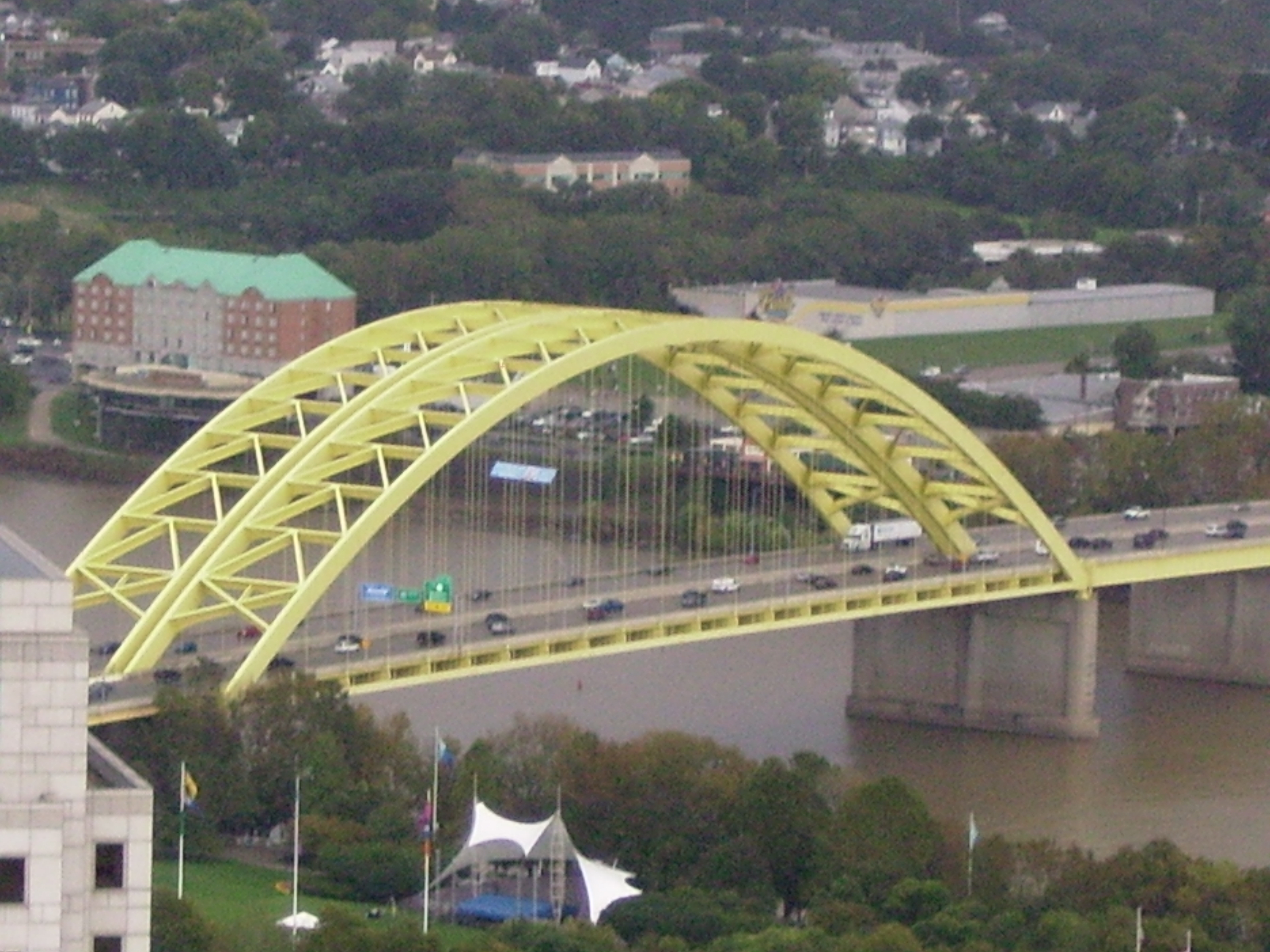
ダニエル・カーター・ベアード橋、一般的には「ビッグマック」橋、マクドナルドの象徴的アーチに似ている

この特別な郡庁舎委員会認可法によってニューポートも郡庁所在地であり、キャンベル郡は2つの郡庁所在地を持つという誤解を生むことになった。しかし、2009年の裁判所判決によって、アレクサンドリアが唯一の郡庁所在地であり、ニューポートは違うと裁定された。この判決は、「1840年、ケンタッキー州議会の法に従って、当時ニューポートにあった郡庁所在地はアレクサンドリアに設定された。キャンベル郡の郡庁所在地としてアレクサンドリアを指定したこの正式決定が変更されたという証拠は裁判所に提出されていない。歴史家、辞典、政府機関によって、ニューポートが郡庁所在地であるとか、2つの郡庁所在地の1つであるとか見なす被告人から出された証拠は、郡政府と郡庁の仕組みが法に従ってキャンベル郡で過去150年間如何に機能してきたかという実際的事実に基づいている。しかし、ニューポートの郡庁舎地区に関する特別法のどれもニューポートを郡庁所在地だと指定してはいない。」という説明だった。

## 地理
ニューポート市は北緯39度5分19秒 西経84度29分25秒 / 北緯39.08861度 西経84.49028度 (39.088661, -84.490206)に位置している。
アメリカ合衆国国勢調査局に拠れば、市域全面積は3.0平方マイル (7.8 km2)であり、このうち陸地2.7平方マイル (7.0 km2)、水域は0.2平方マイル (0.52 km2)で水域率は8.42%である
ニューポート市はアメリカ合衆国のアップランドサウスに見られるブルーグラス地域にある。またアメリカ合衆国中西部に位置しているとも言われる。これら2つの地域の境界部にあるので、どちらの表現でも問題は無い。

### 気候
ニューポート市は、アメリカ合衆国南東部の温暖湿潤気候帯では最北にあると見なされ、気候帯の遷移域である。

## 人口動態
以下は2010年国勢調査による人口統計データである。
| 基礎データ - 人口: 15,273 人 - 世帯数: 6,194 世帯 - 家族数: 3,273 家族 - 人口密度: 2,420.0人/km2（6,267.8 人/mi2） - 住居数: 7,828 軒 - 住居密度: 1,111.2軒/km2（2,878.0 軒/mi2） 人種別人口構成 - 白人: 86.3% - アフリカン・アメリカン: 7.6% - ネイティブ・アメリカン: 0.3% - アジア人: 0.7% - 太平洋諸島系: <0.01% - その他の人種: 1.8% - 混血: 3.2% - ヒスパニック・ラテン系: 4.1% 年齢別人口構成 - 18歳未満: 22.2% - 18-24歳: 11.1% - 25-44歳: 31.2% - 45-64歳: 25.1% - 65歳以上: 10.4% - 年齢の中央値: 34歳 - 性比（女性100人あたり男性の人口） - 総人口: 94.8 - 18歳以上: 91.4 | 世帯と家族（対世帯数） - 18歳未満の子供がいる: 23.3% - 結婚・同居している夫婦: 28.7% - 未婚・離婚・死別女性が世帯主: 17.3% - 非家族世帯: 47.2% - 単身世帯: 37.0% - 65歳以上の老人1人暮らし: 8.9% - 平均構成人数 - 世帯: 2.32人 - 家族: 3.09人 収入と家計 - 収入の中央値 - 世帯: 27,451米ドル - 家族: 32,858米ドル - 性別 - 男性: 29,337米ドル - 女性: 22,723米ドル - 人口1人あたり収入: 15,207米ドル - 貧困線以下 - 対人口: 22.3% - 対家族数: 20.7% - 18歳未満: 31.1% - 65歳以上: 16.3% |

## 芸術と文化

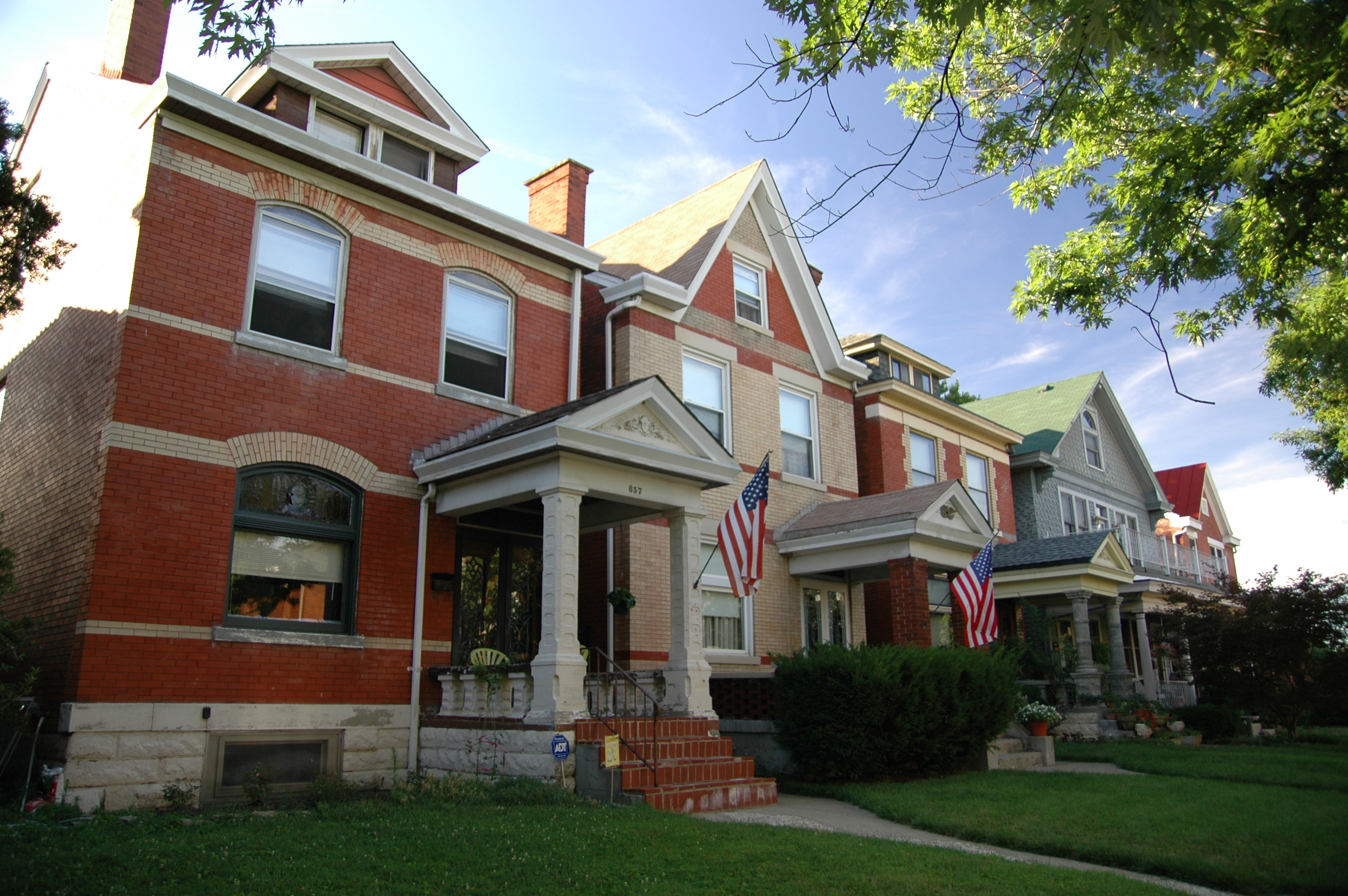
イーストロウ歴史地区

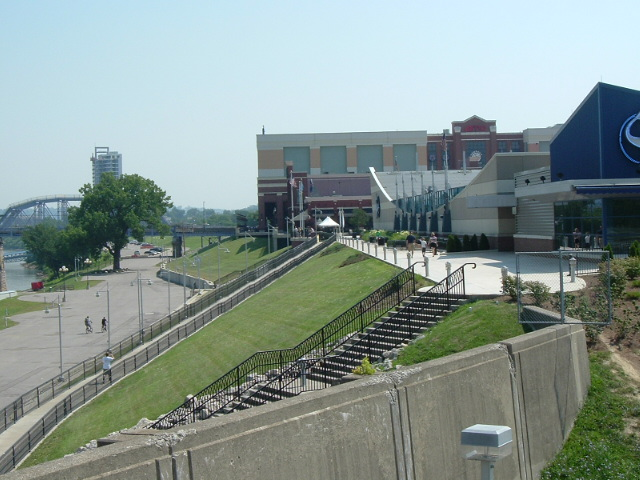
ウォーターフロント

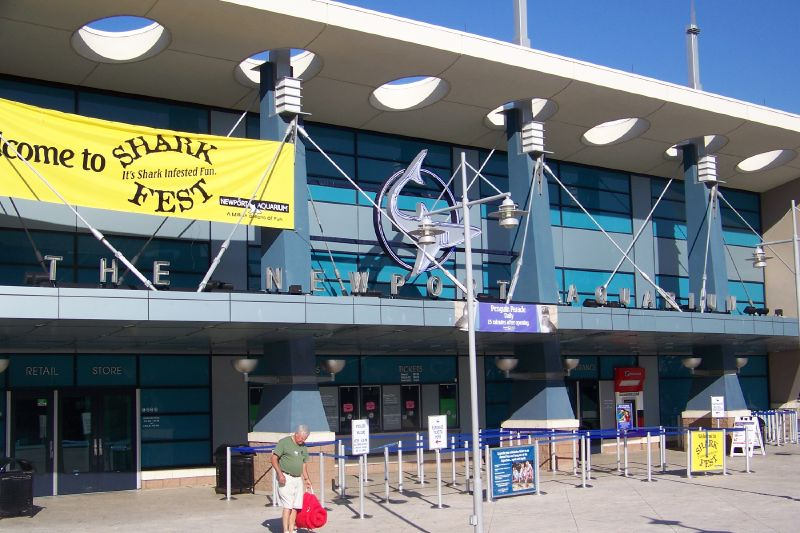
ニューポート水族館入口

### ランドマーク
- ニューポート水族館
- ニューポート・オン・ザ・レビー、ジョシュア・トレッドウェイのメイン・ムーン・プロダクションズとウォークス・インターナショナルが設立した娯楽とショッピングの複合施設
- トンプソン邸[14] ジョン・T・トンプソンが生まれた家、現在は音楽会場、トンプソンはトンプソン・サブマシンガンの開発者
- コーパスクリスティ教会ニューポート[15]現在は低家賃家屋に転換
- イーストロウ歴史地区、州内では2番目に大きなアメリカ合衆国国家歴史登録財
- ジェイムズ・テイラー将軍公園
- 旧郵便局[16]
- フリーメイソン寺院、ニューポート[17]
- サウスゲート通り学校[18]
- グレース・メソジスト・エピスコパル教会[19]
- セントポールズ・エピスコパル教会、ニューポート、1871年建設開始、1873年完工、コートハウス広場にある石造りの塔で著名
- 世界平和の鐘
- ニューポート・サウスバンク橋

### なくなったランドマーク
- イマキュレータ・アカデミー[20]
- ニューポート・ナショナル・バンク[21]
- ニューポート・リバーフロント[22]
- ウェストリバーフロント[23]
- チャーチ・オブ・ザ・イマキュレイト・コンセプション[24]
- セントジョンズ・ジャーマン・ルーテル教会[25]
- マウント・セントマーティンズ教会[26]
- セントスティーブンス教会[27]
- 昔の鉄道駅[28]
- ジョージ・ウィードマン醸造会社、州内最大の醸造施設、現在は都市再生のために解体、長年ウィードマンのビールはニューポートと同義語だった

## 教育
ニューポート公共教育はニューポート独立教育学区の一部である。この地区には小学校、中間学校、中学校、高校各1校がある。

## 経済
ローカルTVがニューポートを本拠にしている。

## 大衆文化の中で
1988年の映画『レインマン』の重要シーン（自閉症の登場人物レイモンド・ラビットが爪楊枝を数える）は、ニューポートのパンピリオのイタリアンレストランで撮影された。

## 著名な出身者
- デイブ・コーウェンス、「NBAの歴史上偉大な選手50人」の1人、ニューポートで育った